# Kelemétov
Kelemétov - Келеметов (rus) - és un khútor, un poble, de la República d'Adiguèsia, a Rússia. Es troba a 13 km a l'oest de Khakurinokhabl i a 38 km al nord de Maikop, la capital de la república.
Pertany al municipi de Zariovo.